# Schießkurve

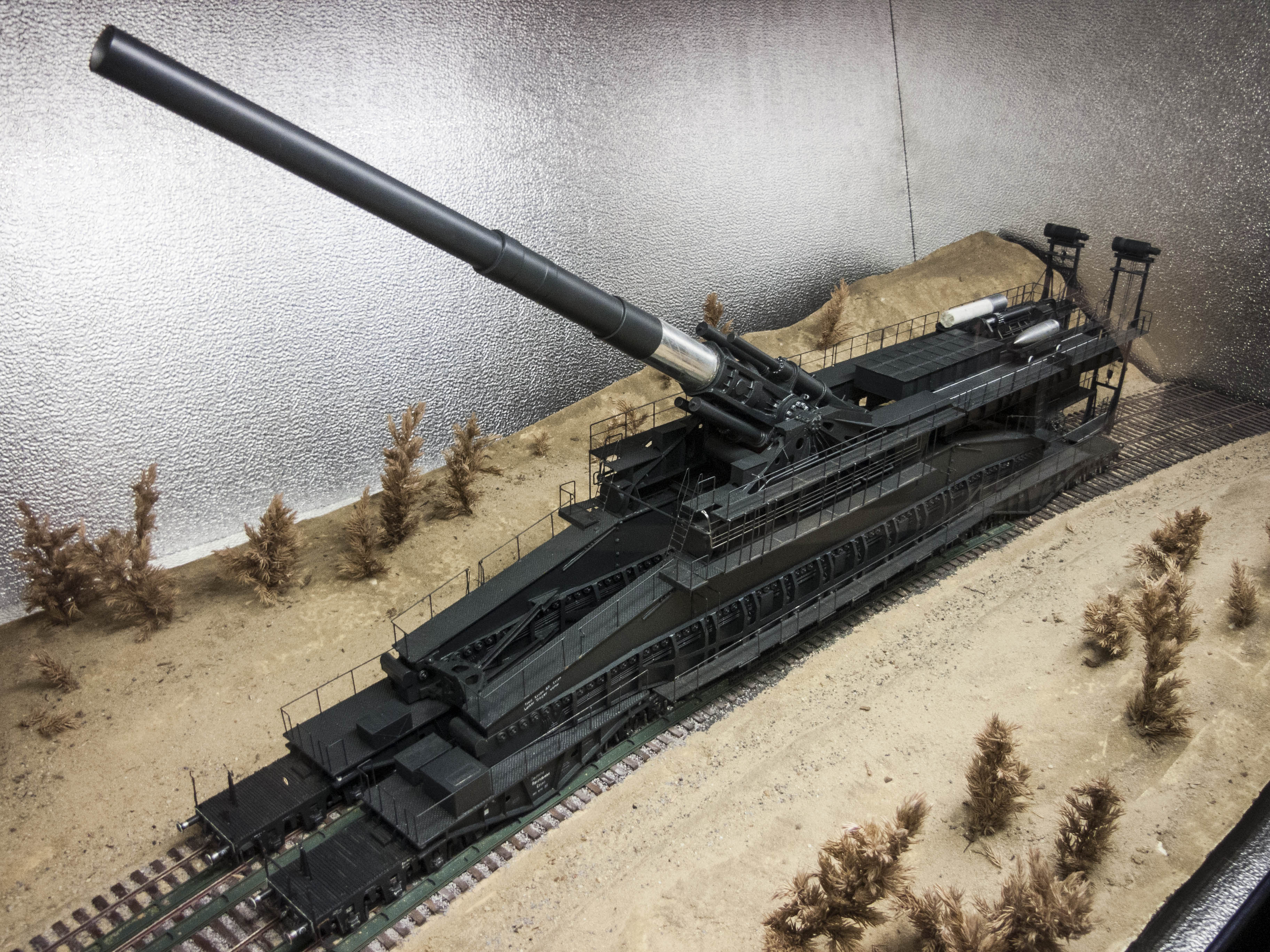
Modell des Dora-Geschützes in einer zweigleisigen Schießkurve

Schießkurve ist ein in Zusammenhang mit einem Eisenbahngeschütz gebrauchter Begriff. Weil ein solches Geschütz relativ groß und schwer ist, wird auf die horizontale Drehbarkeit des Geschützrohrs i. d. R. verzichtet. Da es ohnehin auf einem Gleis fahrbar ist, wird es in einer Gleiskurve (Schießkurve) an diejenige Stelle gefahren, wo die Fahrtrichtung mit der Zielrichtung des Geschützes übereinstimmt. Die Schießkurve kann Teil einer bestehenden Gleisanlage oder ein speziell für diesen Zweck aufgebautes Gleis sein.
Eine Schießkurve wurde für schwere Eisenbahngeschütze wie das K 12 oder K 5 benötigt, aber auch als Sonderform für die größten je gebauten Kanonen ‚Dora‘ und ‚Schwerer Gustav‘ – die keine Eisenbahngeschütze waren, sondern nur eine Lafette besaßen, die auf Schienen lief. Deren Lafette war aufgrund des enormen Gewichts auf zwei parallelen Gleisen aufgebaut, das Geschütz selber aber nicht als Eisenbahngeschütz konzipiert, sondern nur eisenbahnverladbar in mehreren Zügen. Zum Verfahren von Dora/Gustav auf der Schießkurve wurden drei diesel-elektrische Doppel-Lokomotiven D 311 gebaut, die je 940 PS (691 kW) leisteten.

## Alternativen

### Drehscheibe

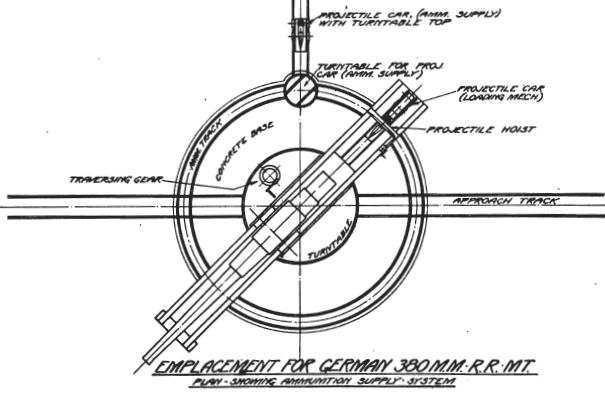
Grundriss einer Drehscheibe für ein 38-cm-Schienengeschütz

Als Alternative zu einer Schießkurve wurden in das Zufahrtsgleis eingebaute, kleine Drehscheiben mit beidseitig angesetzten Gleisstummeln gebaut, welche das seitliche Verschieben eines der Drehgestelle des Geschützes erlaubten. Diese Lösung war aber nur für Geschütze möglich, deren Rückstoßdämpfung das Wegrollen des Geschützes auf den Schienen beim Schuss ausreichend verhinderte.

### Vögele-Drehbettung
Eine weitere Alternative war die Vögele-Drehbettung, die eine 360°-Positionierung erlaubte. Die von Krupp gebaute Anlage war im Durchmesser so bemessen, dass das Geschütz in seiner ganzen Länge darauf gesetzt werden konnte. Die Drehbettung hatte eine zwischen den Fahrschienen liegende dritte Schiene für den Positionierantrieb. Die Bettung war an beiden Köpfen mit hydraulischen Puffern ausgerüstet, um den Rückstoß des Geschützes aufzufangen.

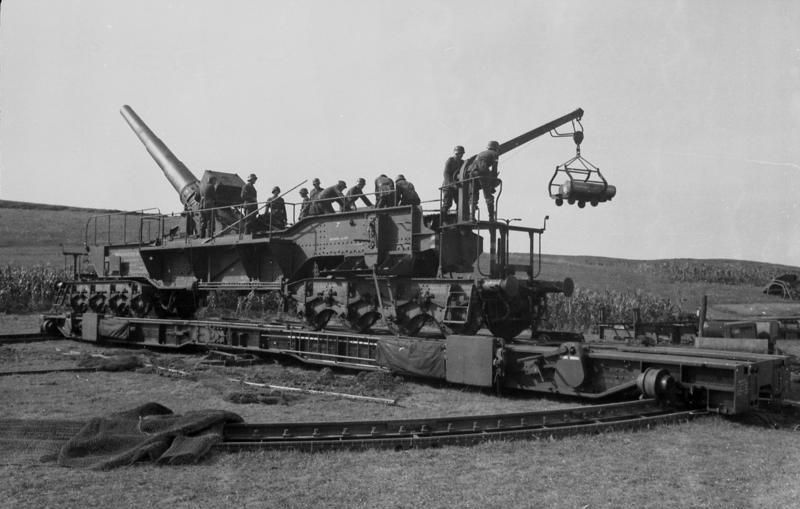
Eisenbahngeschütz auf einer Vögele-Drehbettung
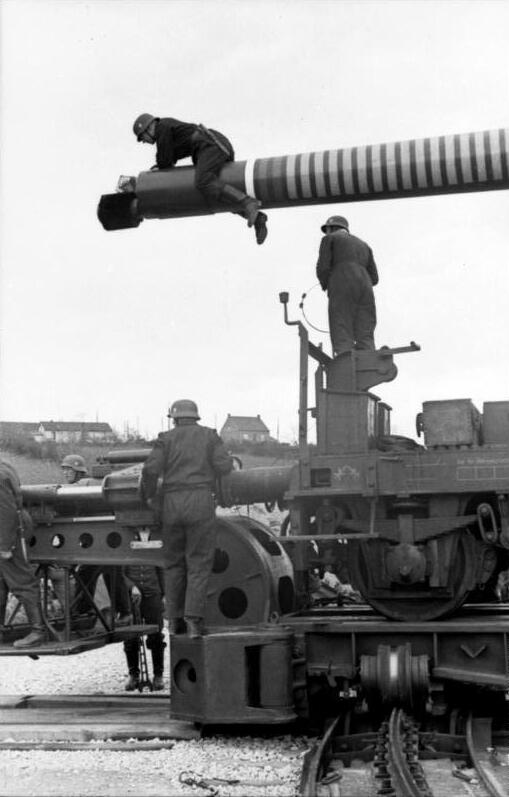
Eisenbahngeschütz auf einer Vögele-Drehbettung (Detailansicht)
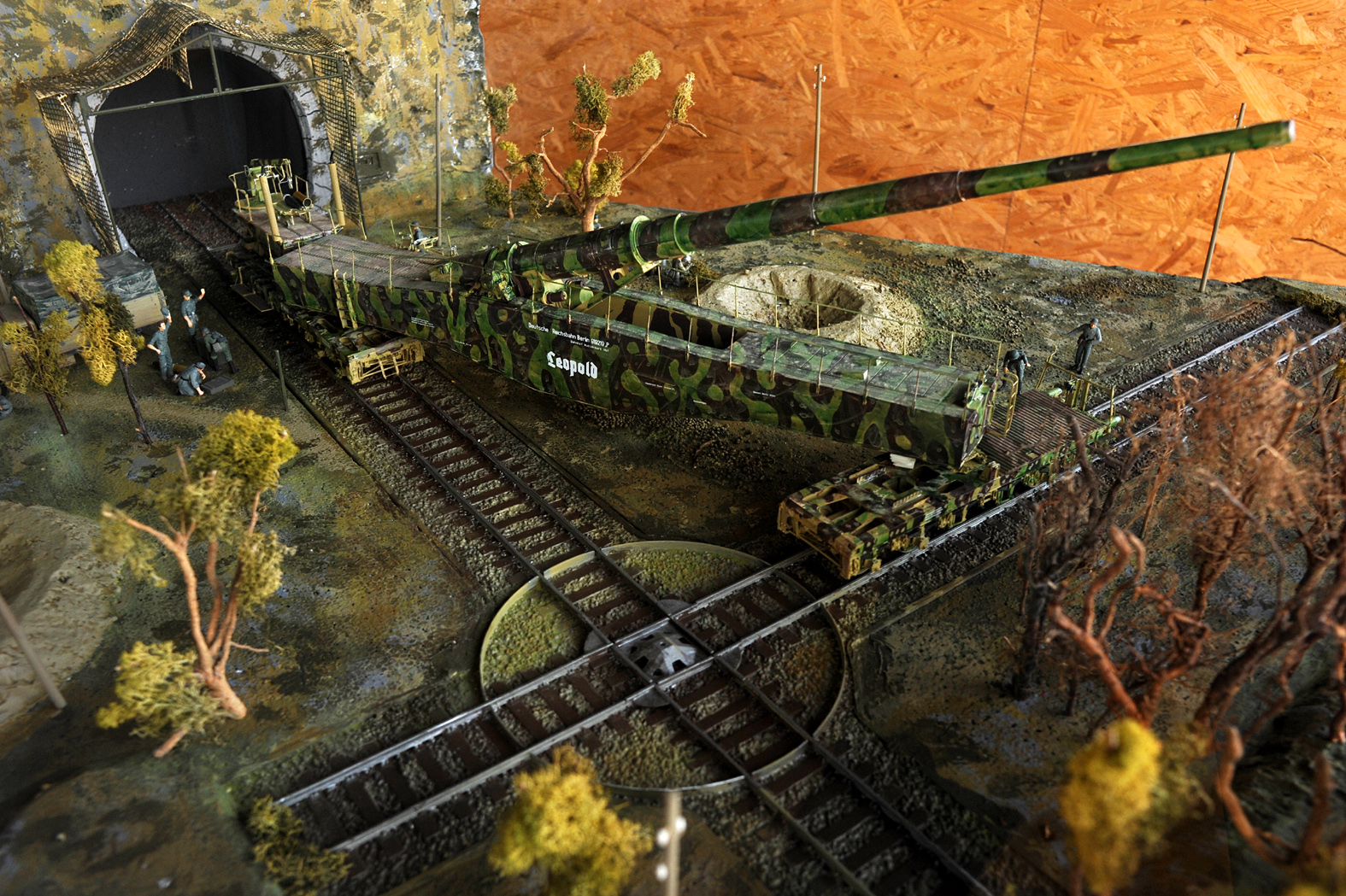
Modell von Leopold auf einer Richtdrehscheibe